# Bernard Comrie
Bernard Comrie (Sunderland, 23 de mayo de 1947), lingüista británico.

## Carrera
Es especialista en tipología y universales lingüísticos, lingüística histórica y comparada y lenguas caucásicas. Desde 1997 es director del Departamento de Lingüística del Instituto Max Planck de Antropología Evolutiva en Leipzig (Alemania). Es, además, profesor de este mismo Departamento así como del Departamento de Lingüística de la Universidad de California en Santa Bárbara (Estados Unidos).